# Кокорев, Пётр Иванович
Пётр Иванович Кокорев (13 июня 1900, село Солотчи, Рязанская губерния, Российская империя — 18 августа 1946, Ленинград, СССР) — советский военачальник, генерал-лейтенант (05.10.1944).

## Биография
Родился 13 июня [[1900 года в селе Солотчи, ныне городской микрорайон в составе Советского района города Рязани, в крестьянской семье. Русский.
После окончания начальной школы уехал к отцу в Петербург, где работал на Путиловском заводе.

## Военная служба

### Гражданская война
В марте 1918 года поступает на службу в РККА и направляется на обучение в Саратовские пулеметные командные курсы. В июне 1919 года заканчивает курсы и направляется в действующую армию на должность командира пулеметного взвода 622-го стрелкового полка. В августе 1920 года переводится начальником пулеметной команды (пулеметного взвода) 561-го стрелкового полка Принимал участие в боевых действиях на Петроградском направлении, на Урале и Украине. Член ВКП(б) с 1920 года.

### Межвоенные годы
С октября 1921 года врид. начальника школы 6-го стрелкового полка, с декабря 1921 года помощник начальника пулеметной команды 156-го стрелкового полка. В мае 1926 года, после окончания стрелково-тактических курсов усовершенствования, назначен помощником начальника штаба по оперативной части, с октября 1927 года командиром роты 54-го стрелкового полка. С февраля 1928 года помощник командира батальона 42-го стрелкового полка.
В 1935 году после обучения в Военной академии им. М. В. Фрунзе назначается начальником штаба 16-й ТБ авиаэскадрильи, затем 9-й ТБ авиаэскадрильи, а с ноября 1937 года становится начальником штаба 6-го ТБ авиакорпуса.
В период советско-финляндской войны — начальник 4-го отделения 1 -го отдела Генштаба РККА. В дальнейшем, с марта 1940 года — начальник авиаотдела Оперативного управления, на этой должности ему присваивают воинские звания: 5 апреля 1940 года- комбриг, а 4 июня 1940 года — генерал-майор, с ноября 1940 года Кокорев возглавляет западный отдел Генштаба РККА.

### Великая Отечественная война
С 23 августа 1941 года представитель Генштаба на Ленинградском фронте, с 14 сентября того же года порученец Г. К. Жукова.
С 25 сентября 1941 года назначен начальником штаба 8-й армии. На тот момент армия удерживала во взаимодействии с силами Краснознаменного Балтийского флота Ораниенбаумский плацдарм, сыгравший важную роль в битве за Ленинград. С 5 по 10 октября 1941 года в ходе Стрельнинско-Петергофской операции была предпринята попытка встречным ударом совместно с 42-й армией восстановить прямое сообщение с Ленинградом, но операция успехом не увенчалась. В начале ноября 1941 года полевое управление, некоторые соединения и части армии передислоцированы в восточный сектор обороны Ленинградского фронта и на плацдарм на Неве у Московской Дубровки («Невский пятачок»). В течение ноября — декабря 1941 года войска армии вели упорные наступательные бои с целью прорыва блокады Ленинграда. В конце января 1942 года полевое управление армии, переправленное по льду Ладожского озера на волховское направление, объединило соединения и части Синявинской оперативной группы 54-й армии, занимавшие оборону на рубеже от южного побережья Ладожского озера до Кировской железной дороги. 9 июня 1942 года армия была переподчинена Волховскому фронту 2-го формирования. В августе — сентябре 1942 года её войска действовали в составе фронтовой ударной группировки в Синявинской наступательной операции.

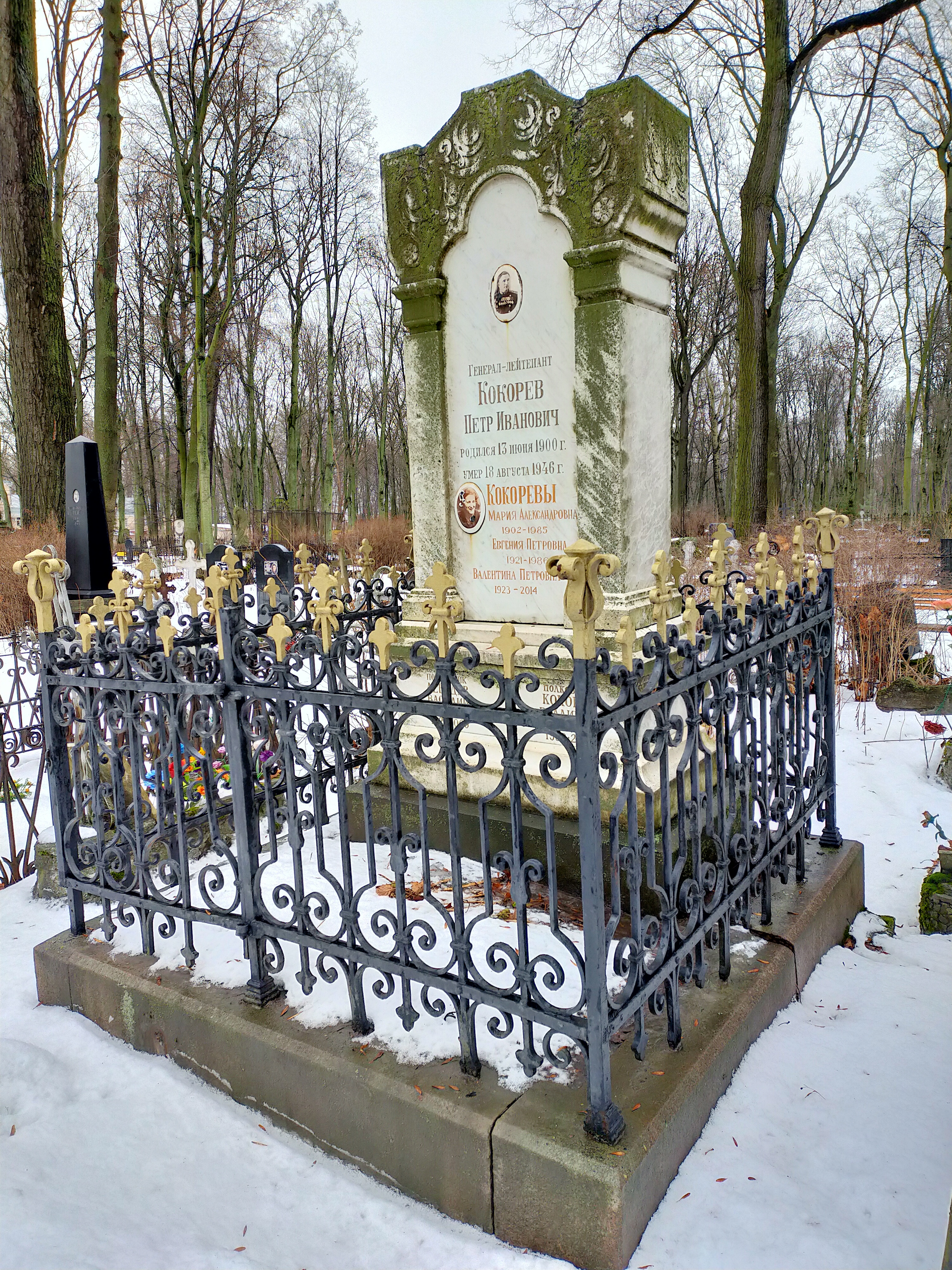
Памятник на могиле П.И. Кокорева и его семьи, Волковское лютеранское кладбище

15 декабря 1942 года генерал-майор Кокорев назначен начальником штаба 2-й ударной армии. С конца февраля до середины июля 1943 года войска армии в составе Ленинградского, Волховского (с 9 марта) и вновь Ленинградского (с 18 апреля) фронтов обороняла рубеж юго-восточнее Шлиссельбурга. В 1944 году армия участвовала в Красносельско-Ропшинской, Нарвской и Таллинской наступательных операциях. 5 октября 1944 года Кокореву было присвоено воинское звание — генерал-лейтенант. В 1945 году составе 2-го Белорусского фронта армия принимала участие в Млавско-Эльбингской, Восточно-Померанской и Берлинской наступательных операциях.
За время войны генерал Кокорев был шестнадцать раз упомянут в благодарственных в приказах Верховного Главнокомандующего.

### После войны
С декабря 1945 года — начальник штаба Ленинградского военного округа.
Скончался 18 августа 1946 года, похоронен на Волковском лютеранском кладбище в Ленинграде.

## Воинские звания
- майор (1936)
- полковник
- комбриг (5.04.1940)
- генерал-майор (4.06.1940);
- генерал-лейтенант (5.10.1944).

## Награды
- орден Ленина (21.02.1945[7])
- три ордена Красного Знамени (21.02.1944[8], 03.11.1944[7], 29.05.1945[9])
- Орден Кутузова I степени (10.04.1945)[10]
- Орден Суворова II степени (05.10.1944)[11]
- Орден Кутузова II степени (1943)[9]
- орден Красной Звезды (1940)[9]
- медали в том числе:
  - «За оборону Ленинграда» (1943)
  - «За Победу над Германией в Великой Отечественной войне 1941—1945 гг.» (1945)
  - «За взятие Кенигсберга» (1945)

Приказы (благодарности) Верховного Главнокомандующего в которых отмечен П. И. Кокорев.
- За переход в наступление на двух плацдармах на западном берегу реки Нарев, севернее Варшавы, прорыв глубоко эшелонированной обороны противника и овладение сильными опорными пунктами обороны немцев городами Макув, Пултуск, Цеханув, Нове-Място, Насельск. 17 января 1945 года № 224.
- За овладение штурмом городами Млава и Дзялдово (Зольдау) — важными узлами коммуникаций и опорными пунктами обороны немцев на подступах к южной границе Восточной Пруссии и городом Плоньск — крупным узлом коммуникаций и опорным пунктом обороны немцев на правом берегу Вислы. 19 января 1945 года. № 232.
- За овладение городами Восточной Пруссии Остероде и Дейч-Эйлау — важными узлами коммуникаций и сильными опорными пунктами обороны немцев. 22 января 1945 года. № 244.
- За овладение городами Восточной Пруссии Вилленберг, Ортельсбург, Морунген, Заальфельд и Фрайштадт — важными узлами коммуникаций и сильными опорными пунктами обороны немцев. 23 января 1945 года. № 246.
- За овладение городами Восточной Пруссии Мюльхаузен, Мариенбург и Штум — важными опорными пунктами обороны немцев, прорыв к побережью Данцигской бухты, и захват города Толькемит, отрезав тем самым восточно-прусскую группировку немцев от центральных районов Германии. 26 января 1945 года. № 256.
- За овладение штурмом городом Эльбинг — крупным узлом коммуникаций и мощным опорным пунктом обороны немцев на правом берегу Вислы, прикрывающим подступы к Данцигской бухте. 10 февраля 1945 года. № 271.
- За овладение городом и крепостью Грудзёндз (Грауденц) — мощным узлом обороны немцев на нижнем течении реки Висла. 6 марта 1945 года. № 291.
- За овладение городами Гнев (Меве) и Старогард (Прейсиш Старгард) — важными опорными пунктами обороны немцев на подступах к Данцигу. 7 марта 1945 года. № 294.
- За овладение важными опорными пунктами обороны немцев на подступах к Данцигу и Гдыне — городами Тчев (Диршау), Вейхерово (Нойштадт) и выход на побережье Данцигской бухты севернее Гдыни, с занятием города Пуцк (Путциг). 12 марта 1945 года. № 299.
- За овладение городом и крепостью Гданьск (Данциг) — важнейшим портом и первоклассной военно-морской базой немцев на Балтийском море. 30 марта 1945 года. № 319.
- За овладение городами и важными узлами дорог Анклам, Фридланд, Нойбранденбург, Лихен и вступили на территорию провинции Мекленбург. 29 апреля 1945 года. № 351.
- За овладение городами Грайфсвальд, Трептов, Нойштрелитц, Фюрстенберг, Гранзее — важными узлами дорог в северо-западной части Померании и в Мекленбурге. 30 апреля 1945 года. № 352
- За овладение городами Штральзунд, Гриммен, Деммин, Мальхин, Варен, Везенберг — важными узлами дорог и сильными опорными пунктами обороны немцев. 1 мая 1945 года. № 354.
- За овладение городами Росток, Варнемюнде — крупными портами и важными военно-морскими базами немцев на Балтийском море и овладение городами Рибнитц, Марлов, Лааге, Тетерев, Миров. 2 мая 1945 года. № 358.
- За овладение городом Свинемюнде — крупным портом и военно-морской базой немцев на Балтийском море. 5 мая 1945 года. № 362.
- За форсирование пролива Штральзундерфарвассер, полное овладение островом Рюген и городами Берген, Гарц, Путбус, Засснитц находящимися на нём. 6 мая 1945 года. № 363.